# Федоров Євген Юрійович
Євген Юрійович Федоров (рос. Евгений Юрьевич Фёдоров; 11 листопада 1980, м. Нижній Тагіл, СРСР) — російський хокеїст, центральний нападник. Виступає за «Югра» (Ханти-Мансійськ) у Континентальній хокейній лізі.  
Вихованець хокейної школи «Крила Рад» (Москва). Виступав за «Крила Рад» (Москва), «Молот-Прикам'я» (Перм), «Ак Барс» (Казань), «Динамо» (Москва), «Металург» (Магнітогорськ), ХК МВД, «Спартак» (Москва). 
У складі молодіжної збірної Росії учасник чемпіонату світу 2000.
Досягнення
- Срібний призер молодіжного чемпіонату світу (2000).